# تورو بابا
تورو بابا (انگلیسی: Tōru Baba؛ زادهٔ ۱۷ ژوئن ۱۹۸۸) بازیگر اهل ژاپن است. وی از سال ۲۰۰۳ میلادی تاکنون مشغول فعالیت بوده‌است.